# Шара Шалкахази
Шара Шалкахази (на унгарски: Sára Salkaházi), родена като Шалкхаз Шаролта Клотилд е унгарска католическа монахиня, която спасява живота на около 100 евреи по време на Втората световна война. Осъдена и екзекутирана по бързата процедура от пронацистката Партия на кръстосаните стрели, Шалкахази е причислена в лика на блажените през 2006 година.

## Детство и ранен живот
Родена е в Каса, Австро-Унгария, днес Кошице в Словакия на 11 май 1899 г. в семейството на Леополд и Клотилд Салкахазин, собственици на хотел „Салкахаз“ в Каса. Семейството ѝ е от немски произход. Баща ѝ умира, когато тя е на 2 години. Брат ѝ я описва като „мъжкарана със силна воля и собствено мнение.“  Завършва за начална учителка и по-късно работи като чирак в книжарница и в магазин за дамски шапки. Става журналистка и редактира официалния вестник на Националната християнсоциалистическа партия на Чехословакия. По това време тя е далече от благочестивостта и дори в известен период е атеистка. Преди да стане монахиня, тя е била сгодена, но скоро след това разваля годежа.

## Религиозен живот
Сестрите на социални услуги, основана от Маргит Шлахта през 1912 г. първоначално не желае да вземе Шалкахази заради страстното ѝ пушене. Тя се присъединява към конгрегацията през 1929 г. и приема първия си обет на Петдесетница през 1930 г. Първото ѝ назначение е в Католическата благотворителна служба в Кошице, където тя наглежда благотворителните дейности, управлява религиозната книжарница и публикува периодичен вестник, озаглавен Католически жени. По искане на Католическата епископска конференция на Словакия тя организира всички различни групи католически жени в национална Женска католическа асоциация, и създава Национално движение за момичета. Като национален директор на движението на работещите католически момичета, сестра Шара построява първия Унгарски колеж за работещи жени, близо до езерото Балатон. За да протестира срещу усилващата се нацистка идеология сестра Шара променя своята фамилия на по-унгарски звучащата „Шалкахази“. В Будапеща тя отравя Домове за работещи момичета и организира обучителни курсове. Също така написва пиеса за живота на Св. Маргарет Унгарска, канонизирана на 19 ноември 1943 г.
Нейната безгранична енергия остава неразбрана от другите монахини, които приемат, че тя се опитва да привлече внимание към себе си. Ръководителите ѝ поставят под съмнение в призванието ѝ и не я допускат да поднови временните се обети. Тя започва да обмисля напускане. Въпреки това продължава да живее живота на сестрите на социалните услуги без обети. Унгарските бенедектинки в Бразилия изпращат запитване до Сестрите за работа в мисията и Шара решава да замине, но Втората световна война избухва и плановете ѝ, не се реализират.

## Втора световна война
Сестра Шара отваря домове за работещи момичета, за да осигури безопасно място за евреи, преследвани от унгарската нацистка партия. През 1943 г. тя вкарва в страната еврейска бежанка от Словакия, преоблечена със забрадка на „сивите сестри и сина на жената, извън къщата на сестрите в Каса, която е претърсена от Гестапо, и ги довежда временно в Будапеща“. По време на последните месеци на Втората световна война тя помага с подслон на стотици евреи в сграда, принадлежаща на Сестрите на социалните услуги в столицата на Унгария, Будапеща. На около 100 от тях тя помага лично, като национален директор на Унгарското католическо женско движение. Като сестра отговорна за къщата тайно прави официално обещание на Бог в присъствието на нейна началничка, че ще се подготви да се жертва ако другите сестри не бъдат наранени по време на войната. Текстът на обещанието е наличен в нейните журнали.

## Мъченичество
Предадени на властите от жена, която работи в къщата евреите, които тя е приютила са отведени от членове на унгарската пронацистка Партия на кръстосаните стрели. Шалкахази не е била в къщата по време на ареста и може да избяга, но избира да се върне. Затворниците са строени на брега на река Дунав на 27 декември 1944 г. и разстреляни, заедно с четири еврейки и един християнин, който не е член на нейната религиозна институция. Тялото ѝ никога не е открито. За убийствата се разбира през 1967 г. по време на процеса срещу някои членове на кръстосаните стрели.
През 1969 г.  нейните дела от името на унгарските евреи са признати от Яд Вашем след като е номинирана от дъщерята на една от еврейските жени, които Шалкахази е укрила и която е убита заедно с нея.

## Беатификация
На 17 септември 2006 г. сестра Шара е беатифицирана в прокламация на папа Бенедикт XVI, прочетена от кардинал Петер Ердьо по време на меса пред базиликата Св. Стефан в Будапеща, който казва отчасти „Тя е била склонна да поеме риска да бъде преследвана... в дни на голям страх. Нейното мъченичество все още е актуално ... и представя основите на човечността ни.“ Това е първата беатификация, която се случва в Унгария от 1083 г., когато крал Стефан заедно със сина си Имре и италианския епископ Герард Унгарски са беатифицирани за тяхната заслуга за обръщането на Унгария към християнството. Ако Шалкахази бъде канонизирана, тя ще бъде първата унгарка-светица не от кралски род.
Говорейки на месата равин Йожев Швайцер казва за сестра Шара „Знам от личен опит ... колко опасно и героично е в онези времена да се помага на евреите и да се спасяват от смърт. Идвайки от нейната вяра тя пази заповедта за любов до смъртта.“
Абрахам Фоксман, национален директор на Антидимафационната лига казва „Честта оказана от папа Бенедикт XVI на сестра Шара Шалкахази за риска и последващото даване на своя живот за спасяването на евреите в опасност е важно изказване от църквата. Жалко, че няма повече хора като сестра Шара, но на нейния пример трябва да се държи, за да се демонстрира как животи могат да бъдат спасени, когато добрите хора предприемат действия, за да се противопоставят на злото.“ Фоксман, оцелял от Холокоста, сам е бил спасен от своята полска католическа бавачка.
Благословената Шара Шалкахази взема за свое мото реплика от Библията „Ето ме, изпрати мене!“